# Burria cana
Burria cana is een wandelende tak uit de familie Bacillidae. De wetenschappelijke naam van deze soort is voor het eerst voorgesteld door Sigfrid Ingrisch in een publicatie uit 1999.
De soort komt voor in Jemen.